# 宮下隼一
宮下 隼一（みやした じゅんいち、1956年8月12日 - ）は、日本の脚本家である。長野県長野市出身。旧筆名は宮下 潤一（読みは同じ）。主に刑事ドラマや特撮、アニメーションなどの脚本を手がけている。

## 略歴
横浜放送映画専門学院（現・日本映画大学）卒業。同窓に岸間信明、平野靖士らがいる。元々は監督志望で、テレビ映画の助監督として活動していたが、石原プロモーションにプロットを持ち込んだ事がきっかけで永原秀一の門下に入り、1979年に『西部警察』第7話「暴走刑事を撃て」で脚本家としてデビューした。その後、テレビ朝日プロデューサーの紹介で『特捜最前線』の後半では中心ライターとして活躍する。
同作の終了後は石原プロや東映特撮作品で活動するようになる。『特捜』プロデューサーの阿部征司からの堀長文を紹介され、『仮面ライダーBLACK』第5話「迷路を走る光太郎」で特撮作品に初参加する。メタルヒーローシリーズは1990年の『特警ウインスペクター』から参加し、1992年の『特捜エクシードラフト』 - 1996年『ビーファイターカブト』まで5年連続でメインライターを務め、最終作である『テツワン探偵ロボタック』まで関わった。
1984年の『キャッツ・アイ』（2nd season）第3話「天使たちの身代金」においてアニメーション作品にも進出。同作との繋がりで東京ムービー（トムス・エンタテインメント）作品への参加が多い。
杉村升らが中心となって設立したフラグシップに参加し、ゲームシナリオも手掛けるようになる。
2002年に結婚。
2015年に開設された東京作家大学で講師を務める。
2018年、自身初のオリジナル小説『餓える心臓の往くところ。』（新波出版）を発表。

## 作風
「人間が絶対的な存在の争いに巻き込まれる」という展開を好んでおり、メインライターを務めた『特捜エクシードラフト』では、中盤の異星人の抗争や後半の神と悪魔の対決など、それまでのレスキューポリスシリーズとは一線を画するストーリーを執筆している。子供番組としては観念的な内容であることから、監督から内容について質問を受けることが多かったというが、宮下はやりきったという思いであったことを述べている。また宮下が執筆する作品では、老人や社会的弱者、不良少年などを主役に据えた作品が多いのも特徴。
フィクションがリアルな作劇一辺倒になることに異を唱えており、エンターテイメント性や救いの要素が必要であると考えている。一方で、味方になる予定のライバルキャラクターや味方が裏切ったりする場合は、徹底して敵対させるようにしている。
メタルヒーローシリーズで玩具開発を担当した野中剛は、宮下は人情ものが得意と評している。
スーパー戦隊シリーズについては、主人公が複数いることからセリフの掛け合いやメインとなるキャラクターごとに内容を変化させられることからやりやすく楽しいと述べている。

## エピソード
- 父親は若い頃はジャズミュージシャンだった[2]。最初は父と同じジャズの道へ進もうと考えていたことはあったが、家を継ぐ為に断念[2]。そのようなこともあって、自分が映画の道に進みたいと打ち明けた時、父親は反対しなかったという[2]。
- 西部劇が好きだった父の影響で、幼少期から映画に親しんでいた[1]。曽田博久曰く「映画と酒と本と拳銃（モデルガンだけど）がよく似合う人」[6]。
- 特撮作品への参加は、『特捜最前線』のプロデューサーであった阿部が、『仮面ライダーBLACK』のプロデューサーを務めることになった堀から若い人材を求められ紹介したことによる[1]。宮下は子供番組へは初参加であったが、円谷プロ作品で助監督を務めていたことやホラー好きであったことなどから抵抗はなかったという[1][4]。2作品目となる『仮面ライダーBLACK RX』では、堀からの信頼を得ていたため自由にやらせてもらっていたという[4]。
- 宮下が執筆した『特警ウインスペクター』第4話「命を運ぶドロボウ」は監督陣の間で誰が担当するか取り合いになったといい、宮下はそれを嬉しく思い後年のインタビューでも記憶に残ったエピソードとして挙げている[1]。
- 助監督時代に円谷プロダクションでついた監督の東條昭平は気に入らないセットを壊すなど怖い監督として印象に残っていたが、『特警ウインスペクター』で監督と脚本家という立場で再会した際は別人のように優しく、拍子抜けしたという[1]。
- 『特救指令ソルブレイン』でメインライターを務めた杉村は、宮下を次期のメインライターと想定し、本数を書かせていた[1]。宮下は自由に書けなくなるためメインライターになることを拒んでいたが、杉村が翌年の『恐竜戦隊ジュウレンジャー』でスーパー戦隊シリーズへ移ったため、次作『特捜エクシードラフト』でメインライターを務めた[1]。
- メタルヒーローシリーズを担当した東映プロデューサーの堀も、『エクシードラフト』では宮下を育てる目的もあったと述べている[3]。堀は宮下を真面目で丁寧すぎると評し、既成概念を壊すよう要求していたという[3]。堀は、後年のインタビューで大河的なストーリーへ展開していったことは失敗であったと述懐しているが[3]、制作当時は宮下を後押ししていた[1]。
- 『仮面ライダー電王』などの脚本家・小林靖子が脚本家としてデビューするきっかけを担っている。彼女が『特捜エクシードラフト』のプロットを書いてテレビ朝日の「ご意見・ご感想」コーナーに送付した際[7]、普通なら単なるファンレター的産物として相手にされないところ、当番組のメインライターを務めていた宮下や、制作会社の東映でやはり同作を受け持っていた堀長文プロデューサーの目に留まり[7]、それから毎週『特捜エクシードラフト』の台本を小林に送る様になる。結果として、彼女はその後シナリオの学校で本格的に脚本の勉強をし、同じく宮下がメインを務めていた『特捜ロボ ジャンパーソン』の第40話「基地爆破5秒前」でデビューした。その後も宮下がメインを務めるメタルヒーローシリーズにサブライターとして参加し続けるが、『重甲ビーファイター』の脚本を担当していた当時「東映は新人養成学校じゃない」との上層部の意見で、それまでの作品に参加していた新人ライターの多くが一掃された。その際、宮下は同作品に参加していた扇澤延男と共に彼女をかばったという[7]。

## 作品

### テレビドラマ・特撮
太字はメインライターを担当した作品。
- 西部警察 PART-II（1982年 - 1983年）
- 西部警察 PART-III（1983年 - 1984年）
- ただいま絶好調!（1985年）
- 仮面ライダーBLACK （1987年 - 1988年）
- 大都会25時（1987年）
- ベイシティ刑事（1987年 - 1988年）
- 仮面ライダーBLACK RX（1988年 - 1989年）
- ゴリラ・警視庁捜査第8班（1989年 - 1990年）
- メタルヒーローシリーズ
  - 特警ウインスペクター（1990年 - 1991年）
  - 特救指令ソルブレイン（1991年 - 1992年）
  - 特捜エクシードラフト（1992年 - 1993年）
  - 特捜ロボ ジャンパーソン（1993年 - 1994年）
  - ブルースワット（1994年 - 1995年）
  - 重甲ビーファイター（1995年 - 1996年）
  - ビーファイターカブト（1996年 - 1997年）
  - ビーロボカブタック（1997年 - 1998年）
  - テツワン探偵ロボタック（1998年 - 1999年）
- 刑事貴族（1990年）
- 代表取締役刑事（1990年 - 1991年）
- 裏刑事-URADEKA-（1992年）
- 愛しの刑事（1992年 - 1993年）
- 刑事追う!（1996年）
- スーパー戦隊シリーズ
  - 救急戦隊ゴーゴーファイブ（1999年 - 2000年）
  - 忍風戦隊ハリケンジャー（2002年 - 2003年）
  - 炎神戦隊ゴーオンジャー（2008年 - 2009年）
- 仮面ライダー剣（2004年）
- プレイガール2012 連続誘拐殺人を暴け! 熱くてヤバくてエロい女豹たち（2012年）
- 特捜最前線×プレイガール2012（2012年）

### 映画
- フリーター（1987年、三村渉と共同執筆）
- 恋はいつもアマンドピンク（1988年、三村渉と共同執筆）
- 激走トラッカー伝説（1991年、細野辰興と共同執筆）
- 劇場版 特捜ロボ ジャンパーソン 母よ永遠に!愛と炎の電脳手術室（1993年）
- ゴト師株式会社2 ゴト師 VS ゴト師（1994年、鶴田法男と共同執筆）
- 劇場版 重甲ビーファイター（1995年）
- 犯人（ホシ）に願いを（1995年、細野辰興と共同執筆）
- 忍風戦隊ハリケンジャー シュシュッと THE MOVIE（2002年）
- 名探偵コナンTVシリーズ特別編集版
  - 名探偵コナン 緋色の不在証明（2021年）[8]
  - 名探偵コナン 灰原哀物語〜黒鉄のミステリートレイン〜（2023年）[9]
  - 名探偵コナン vs. 怪盗キッド（2024年）[10][11]

### ビデオ映画
- 女バトルコップ（1990年）
- ベイサイド・バイオレンス 群狼（1991年、鈴木やすゆきと共同執筆）
- 真・仮面ライダー 序章（1992年）
- 忍風戦隊ハリケンジャー 10 YEARS AFTER（2013年）

### テレビアニメ
- キャッツ・アイ（第2期）（1984年 - 1985年）
- ルパン三世 PARTIII （1984年 - 1985年）[12]
- 緊急発進セイバーキッズ（1991年 - 1992年）[13]
- それいけ!アンパンマン（1992年 - 2012年、2015年）
- 名探偵コナン（1996年 - ）
  - 名探偵コナン 本庁の刑事恋物語〜結婚前夜〜（2022年）[14]
  - 名探偵コナン　雨と悪意のスパイラル
- Project ARMS（2001年 - 2002年）コンセプター[15]
- 高橋留美子劇場 人魚の森（2003年）シリーズ構成
- モンキー・パンチ 漫画活動大写真（2004年 - 2005年）[16]
- 幕末機関説 いろはにほへと（2006年 - 2007年）チーフライター
- まじっく快斗（2010年 - 2012年）シリーズ構成 ※不定期放送
- キングダム（2020年）

### OVA
- からくりの君（2000年）[17]

### ゲーム
- バイオハザード CODE:Veronica（2000年）
- エルドラドゲート（2000年）
- ゼルダの伝説 ふしぎの木の実（2001年）
- バイオハザード0（2002年）
- ガンサバイバー4 バイオハザード HEROES NEVER DIE（2003年）
- 鬼武者タクティクス（2003年）
- 探偵 神宮寺三郎 KIND OF BLUE（2004年）

### 小説
- 湾岸蒼国記（2011年 - 2012年、原作：矢立肇、高橋良輔）
- 小説 仮面ライダーブレイド（2013年）
- 小説 忍風戦隊ハリケンジャー（2014年）
- 餓える心臓の往くところ。（2018年）

### 舞台
- 爪とツメ（2014年、空っぽ人間<EMPTY PERSONS>）